# Ernes
Ernes ist eine französische Gemeinde mit 323 Einwohnern (Stand: 1. Januar 2022) im Département Calvados in der Region Normandie. Sie gehört zum Arrondissement Caen und zum Kanton Falaise. Die Bewohner werden als Ernais bezeichnet.

## Geografie
Ernes liegt etwa 15,5 km nordnordöstlich von Falaise und 28 km südöstlich von Caen. Umgeben wird die Gemeinde von Condé-sur-Ifs im Norden, Saint-Pierre-sur-Dives im Osten, Vendeuvre im Südosten, Sassy im Süden, Rouvres im Südwesten, Maizières im Westen sowie Le Bû-sur-Rouvres im Nordwesten.

## Bevölkerungsentwicklung
| Jahr                             | 1793 | 1836 | 1876 | 1926 | 1946 | 1968 | 1990 | 2016 |
| Einwohner                        | 551  | 514  | 424  | 348  | 386  | 395  | 266  | 328  |
| Quelle: Cassini, EHESS und INSEE |      |      |      |      |      |      |      |      |

## Sehenswürdigkeiten

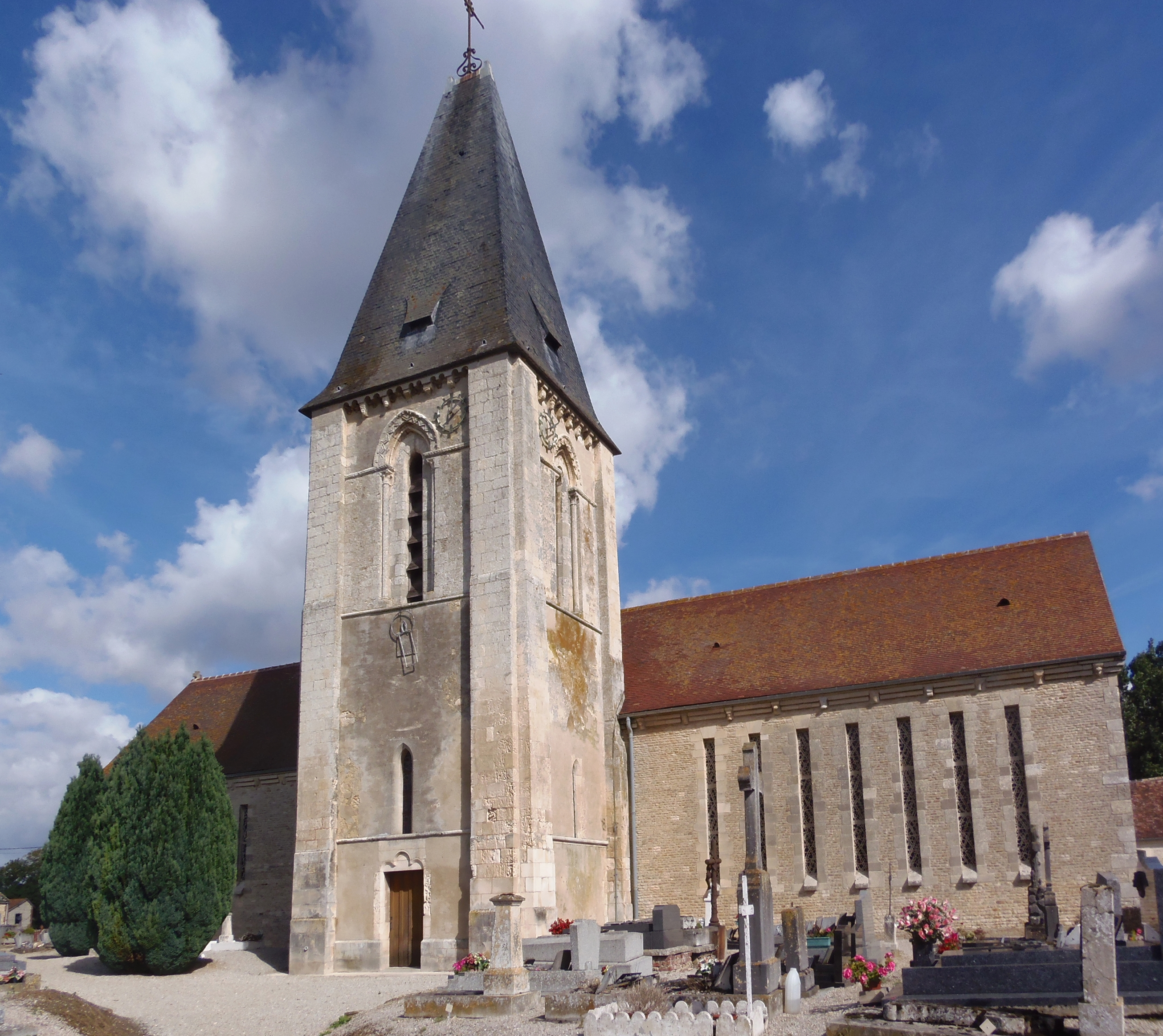
Kirche Saint-Paterne

- Kirche Saint-Paterne, nach der Zerstörung im Jahr 1944 wiederaufgebaut; der ursprüngliche Glockenturm aus dem 13. Jahrhundert blieb erhalten und ist als Monument historique eingestuft